# Аршали (Денисовський район)
Аршали́ (каз. Аршалы) — село у складі Денисовського району Костанайської області Казахстану. Адміністративний центр Аршалинського сільського округу.
Населення —  (2021; 499 у 2009, 703 у 1999,  у 1989).